# Provincies van Denemarken (1793-1970)
Denemarken is tegenwoordig verdeeld in vijf regios. De huidige indeling dateert uit 2007. Tussen 1970 en 2007 was het land verdeeld in 13 amten en 3 gemeenten die ook de taken van het amt uitvoerden. Voor 1970 was het land verdeeld in 24 amten, waarvan de meesten bestonden vanaf 1793. 
De vier amten in het zuiden van Jutland maakten historisch deel uit van het Hertogdom Sleeswijk dat in een personele unie was verenigd met Denemarken. Na de oorlog van 1864 werden deze Duits, na het referendum van 1920 werden ze Deens en nu ook volledig deel van het land.

## Indeling

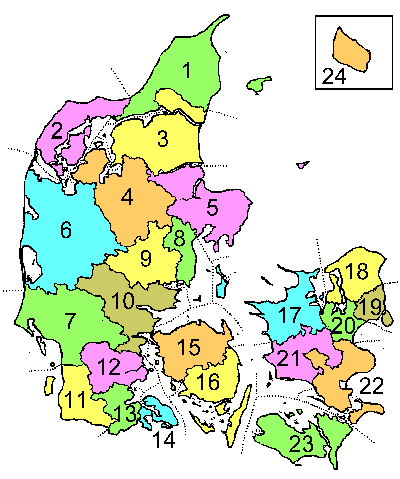
Indeling van Denemarken tussen 1793-1970

1. Hjørring Amt
2. Thisted Amt
3. Aalborg Amt
4. Viborg Amt
5. Randers Amt
6. Ringkøbing Amt
7. Ribe Amt
8. Århus Amt
9. Skanderborg Amt
10. Vejle Amt
11. Tønder Amt (vanaf 1920)
12. Haderslev Amt (vanaf 1920)
13. Åbenrå Amt (vanaf 1920)
14. Sønderborg Amt (vanaf 1920)
15. Odense Amt
16. Svendborg Amt
17. Holbæk Amt
18. Frederiksborg Amt
19. Københagen Amt
20. Roskilde Amt
21. Sorø Amt
22. Præstø Amt (vanaf 1803)
23. Maribo Amt
24. Bornholms Amt

## Wijzigingen vanaf 1793
- Roskilde Amt was tussen 1808 en 1970 onderdeel van  Københagen Amt
- Skanderborg Amt was van 1793-1824 en van 1867 tot 1942 onderdeel van Århus Amt.

### 1799
- Galten Herred van Århus naar Randers Amt.
- Nim Herred van Vejle naar Århus Amt. (Skanderborg Amt)

### 1803
- Præstø Amt gevormd door de samenvoeging van de oudere amter Tryggevælde Amt en Vordingborg Amt met Mønbo Herred.

### 1808
- Roskilde Amt bij Kopenhagen Amt gevoegd

### 1821
- Vrads Herred van Ringkøbing naar Århus Amt. (Skanderborg Amt)
- Hids Herred van Århus naar Viborg Amt.

### 1864 – 1866
- Vejle Amt uitgebreid met Nørre Tyrstrup Herred
- Ribe Amt uitgebreid met Ribe Herred.
- Svendborg amt uitgebreid met Ærø.
- Ribe amt verliest de Kongerigske enklaver.

### 1920
- de Amter Tønder, Haderslev, Aabenraa en Sønderborg gevormd nadat deze gebieden in het referendum van 1920 gekozen hadden voor aansluiting bij Denemarken.

### 1931
- Åbenrå en Sønderborg amter samengevoegd